# Kikaikelaki
Kikaikelaki (ou Kikai Kelaki, Kikai Mfu, Kikiakalaki) est une localité du Cameroun située dans la région du Nord-Ouest et le département du Bui. Ancien village, elle est devenue une banlieue de la ville de Kumbo.

## Population
En 1969, la localité comptait 2 031 habitants, principalement des Nso.
Lors du recensement de 2005, on y a dénombré 3 938 personnes.

## Infrastructures
Kikaikelaki dispose d'une mission catholique, fondée en 1925, d'une école catholique, Our Lady's School, fondée en 1951, et d'un centre de santé.

## Personnalités liées à Kikaikelaki
- Christian Wiyghan Tumi (1930-2021), cardinal, né à Kikaikelaki[6].